# Kuźnia Literacka
Kuźnia Literacka – polskie czasopismo kulturalne założone w 2005, poświęcone literaturze pięknej, krytyce literackiej, eseistyce oraz recenzjom wydawniczym. Pismo ukazuje się w wersji elektronicznej.

## Historia
„Kuźnia Literacka” została powołana w 2005 z inicjatywy Irminy Kosmali, która pełni funkcję redaktor naczelnej. W dwudziestoletnim okresie działalności czasopismo zaangażowało się czynnie w promocję czytelnictwa, literatury oraz organizację wydarzeń kulturalnych, objęła patronatem m.in. twórczość 
Ryszarda Kapuścińskiego, Jana Szczurka, Agnieszki Lingas-Łoniewskiejoraz pierwsze polskie wydania powieści Wiktora Pielewina i Andrieja Płatonowa, a także działań animujących, jak: Akcji promocji czytelnictwa (Koleje Mazowieckie) czy wrocławski Bruno Schulz Festival. „Kuźnia Literacka” angażuje się również w współorganizację m.in. Królewskiego Festiwalu Artystycznego, na którym wystąpiła Ilona Witkowska oraz festiwalu kinematograficznego Offeliada, na którym organizowała ogólnopolski konkurs na napisanie recenzji książki zekranizowanej, główną nagrodę stanowiła publikacja zwycięskiej recenzji w "Antologii Recenzji". Patronuje również od lat Ogólnopolskiemu Konkursowi Literackiemu im. Anny Piskurz, w którego Kapitule jest redaktor naczelna. „Kuźnia Literacka” bywa przywoływana w opracowaniach naukowych, między innymi przez prof. Adama Mazurkiewicza. Czasopismo wydaje również książki, ostatnio opublikowało wybór recenzji pt. Punkt na mapie.

## Profil
Czasopismo kulturalne, o profilu literackim, podzielone jest na kilka działów, m.in.: recenzje, wydarzenia kulturalne, 
nowości wydawnicze, varia (inicjatywy kulturotwórcze redakcji), patronaty nad książkami, eseje, proza, bajki.

## Redakcja
- Redaktor naczelna: Irmina Kosmala
- Wicenaczelni: Dawid Jung, Igor Frender
- Stała współpraca: prof. Elżbieta Juszczak, Teresa Tomsia, Dagmara Kacperowska, Eugeniusz Toman, Zbigniew Masternak, wcześniej prof. Antoni Siemianowski[24].